# Shelton (Nebraska)
Shelton – wieś w Stanach Zjednoczonych, w stanie Nebraska, w hrabstwie Buffalo.